# Boehmia longirostris
Boehmia longirostris là một loài nhện biển trong họ Ascorhynchidae. Loài này thuộc chi Boehmia. Boehmia longirostris được miêu tả khoa học năm 1957 bởi Stock.